# Dina Dreyfus
Dina Dreyfus (* 1. Februar 1911 in Mailand; † 25. Februar 1999 in Paris) war eine französische Philosophin, Ethnologin, Anthropologin und Familiensoziologin.
Im Alter von 13 Jahren gelangte sie mit ihrer Familie nach Paris, wo sie eine klassische Ausbildung genoss. Nach dem Baccalauréat studierte sie an der Sorbonne Philosophie und Anthropologie. 1932 heiratete sie Claude Lévi-Strauss, einen Jugendfreund ihres Bruders Pierre Dreyfus, und reiste mit ihm 1935 nach Brasilien, wo sie im Rahmen einer frankobrasilianischen Kulturmission an der neu gegründeten Universität São Paulo einen viel besuchten Ethnologiekurs erteilte und sich am Werk Tristes Tropiques („Traurige Tropen“) ihres Mannes wesentlich beteiligte. Mit Mário de Andrade gründete sie die erste Ethnologische Gesellschaft Brasiliens.
Zwischen 1935 und 1939 unternahmen Dreyfus und Lévi-Strauss mehrere ethnographische Forschungsreisen in den Mato Grosso und ins Amazonasgebiet. Als das Ehepaar das Volk der Kadiweu aufsucht und Lebensalltag, Zeremonien und Körperbemalungen erforscht, entstehen fünf Filme. Die ertauschten Sammlungsgegenstände wurden zwischen Brasilien und Frankreich geteilt. Die erste Ausstellung im Pariser Musée de l’Homme stand unter dem Titel Expédition Dina et Claude Lévi-Strauss. Später geriet der Dreyfus’ Beitrag fast vollständig in Vergessenheit, wozu Lévi-Strauss, der anschließend noch zweimal heiratete, aktiv beitrug. In seinem Reisebericht Tristes Tropiques erwähnte er seine Ehefrau, Kollegin und Reisegefährtin nur in einer einzigen Episode.
1939 kehrten Dreyfus und Lévi-Strauss nach Frankreich zurück. Sie trennten sich 1940. Dreyfus schloss sich nach der Kapitulation Frankreichs im selben Jahr der Résistance in der Gegend um Montpellier an. Sie unterrichtete in dieser Zeit unter dem falschen Namen „Denise Roche“.
Nach dem Krieg lehrte Dreyfus u. a. Philosophie. In den 1950er Jahren veröffentlichte sie einige Artikel in den Zeitschriften Mercure de France, Diogène und Les Temps Modernes. 1967 gab sie unter dem Titel Psychanalyse eine Sammlung mit Texten von Sigmund Freud heraus.
Sie unterrichtete unter anderem Assia Djebar und Danièle Sallenave.